# Nardus stricta
El cervuno (Nardus stricta) es una especie de planta gramínea herbácea, único miembro del género Nardus. 

## Descripción
El nardus es un género aparte caracterizado por ser perenne con inflorescencias muy delgadas, con espículas sentadas que nacen alternas de las escotaduras del eje. Tiene espículas con una flor. La gluma inferior es muy pequeña y la superior está ausente. La lema tiene tres nervios con dos o tres quillas aristadas.
El cervuno es una planta vivaz, dura, fuerte, densamente crepitosa, de pequeña talla y porte erecto y de tres a ocho centímetros de longitud. Tiene la espiguilla con una sola flor sentada e inserta en el raquis pero vuelta del mismo lado. Las flores son violáceas o verdosas con estambre de grandes anteras blanco lechosas bien visibles en la antera y sin glumas, unilaterales muy delgadas y erectas. Las hojas son largas, setosas y de casi 0.5 mm de anchura. Posee numerosas hojas basales finas, arrolladas y algo punzantes, así como las espigas en su madurez.

## Distribución y hábitat
Euroasiática. Hemicriptófito. Prados sobre suelos ácidos y rezumantes, enclaves pisoteados y pastoreados con abundante humedad.

## Ecología
Es planta invasora que suaviza los pastos deficientemente aprovechados del piso subalpino y que puede ser eliminada o consumida por el pastoreo del ganado mayor. Responde mal a cualquier tipo de fertilizante excepto el fosfórico.
Así, los suelos en los que se encuentra el cervuno tienen las siguientes características edáficas:
- Hidromorfía temporal más o menos prolongada.
- Lenta humificación de la materia orgánica, con formación de humus de tipo mor (relación C/N superior a 25), tendencia a la turbificación y posible desarrollo de horizontes hísticos
- pH ácido o muy ácido: ente 3.5 y 5
- Baja tasa de saturación del complejo adsorvente: inferior al 50 % lo que da suelos con escasa fertilidad

Teniendo en cuenta estas características edáficas y siguiendo la clasificación de la FAO, los cervunales pueden ser encuadrados dentro de las categorías de luvisol y phaeozem.

## Producción
La producción de estos pastos es bastante alta, con frecuencia de entre 2000 y 3500 kg de materia seca por hectárea y año. A pesar de ello, no están muy pastoreados, ya que tanto su palatabilidad como su calidad nutritiva son bajas debido a su dureza, su elevado contenido en materia seca y fibra y su baja digestibilidad.
Así solo podrían proporcionar como máximo unas 1000 o 1800 U.F. y 90 o 150 kg de PD por hectárea y año.

## Valor pascícola
Pasto de mala calidad y poco valor nutritivo, característico de suelos ácidos. El valor pastoral de los cervunales es mediocre, por su escasa diversidad y por la baja calidad individual de las especies que lo constituyen.

## Aprovechamiento
El aprovechamiento se realiza a diente, por el ganado bovino o equino y menos por el ovino. 
Se hace un pastoreo temprano e intenso para controlar al cervuno y las deyecciones de los animales favorecen la dispersión de las especies de mayor calidad. El despunte debido al pastoreo temprano provoca el rebrote del cervuno y reduce su dureza.
Una vez mejorado pueden ser interesantes otro tipo de mejoras como enmiendas calizas o fertilización fosfórica.

## Ganado consumidor
No apetecido por el ganado ovino pero el ganado vacuno lo tolera bien comiendo únicamente el brote tierno. El equino, poco exigente en la calidad del pasto, consume bien el cervuno y contribuye a la calidad del pasto aunque puede plantear problemas de plastificado del suelo. El ovino no es el más indicado para aprovechar los cervunales, ya que, la humedad del suelo favorece la aparición del pedero.

## Observaciones
Esta especie se puede asociar con otras como Trifolium alpinum, Campanula herminii, Phleum alpinum, Potentilla erecta, Plantago o Thalackeri para formar los cervunales, que son pastos dentro de la clase Nardetea strictae.

## Nombre común
- Castellano: berceo cervuno, cerrillo, cervuno, grama de céspedes, hierba cerbuna.[1]